# Île de Ons
L'île de Ons est une île de Galice sur la côte Atlantique de l'Espagne. Elle est située avec l'Île de Onza dans l'entrée de la Ría de Pontevedra, l'une des cinq rias des Rías Baixas. Elle fait partie de la commune de Bueu.
Elle a été désignée comme une aire protégée en 2001 et fait partie du parc national des Îles Atlantiques de Galice.

## Caractéristiques
- Superficie : 4,458 km2
- Longueur : 6 km
- Largeur : 1,5 km
- Altitude maximum : 128 m

Ses plages sont cristallines et plusieurs routes mènent au phare, ou au Buraco do Inferno. L'île possède le seul camping durable de Galice, avec des services de camping, de location de cabanes et de glamping.
La plage de Melide est située dans le nord de l'île. Elle a été l'une des premières plages nudistes de Galice et on peut y accéder par un chemin de deux kilomètres depuis le village de l'île.